# Макаров, Алексей Александрович
Алексе́й Алекса́ндрович Мака́ров (род. 1 июля 1937, Смоленск) — советский и российский учёный, доктор экономических наук, академик Российской академии наук. Специалист по прогнозированию развития топливно-энергетического комплекса, энергетической политике России, стратегическому планированию развития страны.

## Биография
- Окончил Ленинградский политехнический институт в 1959 году.
- Вся карьера связана с подразделениями АН СССР.
- Защитил диссертацию доктора экономических наук в 1969 году.
- 26 декабря 1984 г. избран членом-корреспондентом АН СССР.
- С 1986 г. — директор Института энергетических исследований.
- 25 мая 2006 г. избран академиком Российской академии наук.
- С июля 2013 г. — советник РАН, член Президиума РАН.

## Награды
- Премия им. Г. М. Кржижановского АН СССР (1970)
- Два ордена Трудового Красного Знамени (1976, 1984)
- Орден Почёта (2008)[1]
- Премия Правительства Российской Федерации в области науки и техники (2011)[2]